# Sibylle Ursula von Braunschweig-Wolfenbüttel

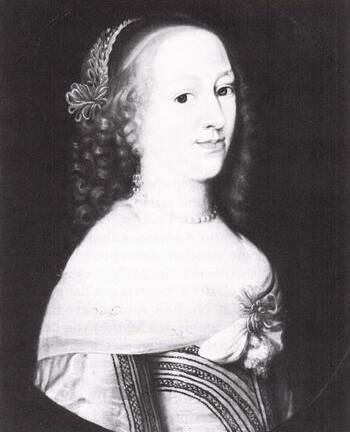
Sibylle Ursula von Braunschweig-Lüneburg

Sibylle Ursula von Braunschweig-Wolfenbüttel (geboren 4. Februar 1629 in Hitzacker; gestorben 12. Dezember 1671 auf Schloss Glücksburg) war die Tochter des Herzogs August des Jüngeren und durch Heirat ab 1663 Herzogin von Schleswig-Holstein-Sonderburg-Glücksburg. Sie trat durch ihr literarisches Schaffen hervor.

## Leben
Sie war das dritte Kind von August dem Jüngeren von Braunschweig-Wolfenbüttel und dessen zweiter Frau Dorothea von Anhalt-Zerbst. Bald nachdem ihre Mutter gestorben war, heiratete ihr Vater in dritter Ehe Sophie Elisabeth von Mecklenburg. Das gebildete Fürstenpaar verschaffte der Tochter sowie ihren Geschwistern eine kultivierte Ausbildung in Musik, Latein, Französisch und Literatur, unter anderem dank der Privatlehrer Justus Georg Schottelius und Sigmund von Birken. Am Wolfenbütteler Hoftheater traten vornehmlich Familienmitglieder auf und alle Kinder des Fürsten waren bereits früh literarisch tätig, insbesondere die Jüngeren: neben Sibylle ihre Schwester Clara Augusta, der Bruder Anton Ulrich, sowie die Halbgeschwister Ferdinand Albrecht I. und Maria Elisabeth. Als begabteste der Kinder wurden Sibylle Ursula und ihr Lieblingsbruder Anton Ulrich benannt. In einem Schulheft der jugendlichen Sibylle Ursula findet sich eine literarische Studie über den Stil der höfischen Floskeln ihrer Umgebung sowie abgebrochene Liebesgeschichten. Anders als bei ihren Brüdern wurde Sibylles literarische Förderung schließlich unterbrochen: sie erhielt keinen öffentlichen Bildungsabschluss oder einen Hofmeister. Dennoch kam ein mehrjähriger Briefwechsel (erhalten sind die Jahre 1656 bis 1660) mit Madeleine de Scudéry zustande, der sie nachhaltig prägte. Auch zu Johann Valentin Andreae sind Briefwechsel in lateinischer Sprache bekannt, die von ihr verfasst wurden und beispielsweise in der 1649 in Ulm erschienenen Seleniana Augustalia enthalten sind.
Sie zögerte die eigene Heirat hinaus, plante unverheiratet zu sterben und verfasste Theaterstücke, Gedichte, Prosaschauspiele und übersetzte, so etwa um 1649 die Einleitung zur wahren Weisheit von Juan Luis Vives. Ein von ihr verwendetes Pseudonym war Die Befreiende. In ihrem Frühwerk spielten Frömmigkeit, höfisches Ethos und Moral eine wichtige Rolle. Später wandte sie sich noch stärker religiösen Meditationen hin (Geistliches Kleeblatt, 1655; zweibändige Seuffzer, 1647–1668), in denen sich auch der Wandel ihrer inneren Geisteswelt spiegelte. Sie übersetzte 1656 die Cassandre und 1659 die Cléopatre von La Calprenède. Als ihr eigenes literarisches Hauptwerk gilt die Urfassung der Aramena, vermutlich inspiriert durch Calprenèdes Pharamond. Das komplexe Manuskript im Stil der Schäferdichtung brach sie im zweiten Teil des zweiten Buchs ab, vermutlich um 1663. Es wurde durch ihren Bruder Anton Ulrich fortgeführt und schließlich unter Redaktion Sigmunds von Birken als fünfteilige Fassung Die durchlauchtige Syrerin Aramena veröffentlicht.
Sie selbst heiratete 1663 im Alter von 34 Jahren schließlich doch. Als mögliches Motiv wurde die Schaffung eines eigenen höfischen Wirkungskreises vermutet. Sie gebar ihrem Mann Herzog Christian von Schleswig-Holstein-Sonderburg-Glücksburg (* 19. Juni 1627; † 17. November 1698) vier Kinder, von denen keines überlebte. 1664 wurde sie schwer krank und in der Folge depressiv. Mutmaßlich handelte es sich um eine durch ihren Mann übertragene Syphilis. 1668 datierte die letzte Eintragung ihres Tagebuchs; die letzte Geburt führte 1671 zu ihrem Tod. Sie wurde zusammen mit der tot geborenen Tochter am 6. Februar 1672 im fürstlichen Erbbegräbnis beigesetzt.

## Werke
- mit J. Sandrat und Nicolaus Schurtz: Him[m]lisches Kleeblat oder Betrachtungen Der Allerhöchstheiligsten DreyEinigen Gottheit. Von Einer nunmehr HochSeeligsten HochFürstlichen Person hinterlassen. Nürnberg 1674, OCLC 836663968.